# 晏波
晏波（1974年8月—），男，汉族，安徽灵璧人，中华人民共和国政治人物。现任上海市浦东新区人民政府副区长，上海市生态环境局局长，农工党上海市委副主委。第十四届全国政协委员。